# Den underbara lögnen (1929)
Den underbara lögnen (tyska: Die wunderbare Lüge der Nina Petrowna, "Nina Petrovnas underbara lögn") är en tysk dramafilm från 1929 i regi av Hanns Schwarz, med Brigitte Helm, Francis Lederer och Warwick Ward i huvudrollerna. Den handlar om ett triangeldrama i Tsarryssland, där en kvinna överger sin välbeställde älskare för en ung officer. Filmen var bolaget Universum Film AG:s sista påkostade stumfilm. Inspelningen ägde rum från november 1928 till januari 1929. Den tyska premiären skedde 15 mars 1929.

## Rollista
- Brigitte Helm – Nina Petrovna
- Francis Lederer – löjtnant Michael Rostof
- Warwick Ward – överste Beranoff
- Lya Jan – bondflicka
- Harry Hardt
- Ekkehard Arendt
- Michael von Newlinsky
- Franz Schafheitlin